# Ma’ruf Amin
Ma’ruf Amin (ur. 11 marca 1943 w Tangerangu) – indonezyjski polityk; od 20 października 2019 r. wiceprezydent Indonezji.